# Александар С. Јанковић
Александар С. Јанковић (рођ. Београд) српски је универзитетски професор, историчар филма, филмски и музички критичар, драматург и публициста.

## Биографија
Дипломирао је драматургију те магистрирао и докторирао на Факултету драмских уметности. Његова докторска теза је: Битлси као културни артефакт.
Предаје Историју филма и Историју српског филма као ванредни професор на Факултету драмских уметности. На Универзитету уметности предаје поп културу.
Пише филмске и музичке критике за Сити магазин.
Добитник је Награде „Јосип Кулунџић” додељене за изузетан успех у области позоришта, филма, радија, телевизије и критике, за дело које је јавно изведено или публиковано у угледном часопису, за 1998. годину.

## Дела
Позориште
- Бетмен - пад хероја, ДАДОВ, 1992.
- Берлинутопија, ДАДОВ, 1994.
- Кригеров гнев, ДАДОВ, 1996.
- Срећни принц, Народно позориште Сомбор, 1998.[6]
- Страхотни гусари, Позориште „Душко Радовић” Београд, 2002.[6]

Стручне књиге
- Дуг и кривудав пут: Битлси као културни артефакт, 2009.[7][8]
- Редефинисање идентитета: историја, заблуде, идеологије у српском филму, 2017.[9][10]
- 40 година новог таласа, 2020.[11]